# Grotte de Cussac
La grotte de Cussac est une grotte ornée et sépulcrale du département français de la Dordogne, en région Nouvelle-Aquitaine, sur la commune du Buisson-de-Cadouin. Elle abrite plus de cent cinquante gravures paléolithiques attribuées au Gravettien ainsi que de nombreux restes humains, sans doute des sépultures, apparemment associés aux figures pariétales.

## Localisation et historique
Cette grotte est située en France, dans le département de la Dordogne et la région Nouvelle-Aquitaine, au cœur du Périgord, entre Bergerac et Sarlat-la-Canéda, sur la commune du Buisson-de-Cadouin dans la vallée de la Dordogne. Dans des fissures du massif karstique de Cussac, assise supérieure du Campanien (Crétacé supérieur), elle se développe sur 1,6 kilomètre de longueur sur la rive droite du Bélingou, affluent méridional de la Dordogne. L'entrée de cette « grotte des Amoureux » (toponyme dans la langue vernaculaire locale) se trouve sur une terrasse de travertin. Elle correspond à l'exsurgence de la partie active d'un réseau de rivières souterraines dont la galerie ornée forme le segment fossile.
Elle est fouillée en 1950 par le préhistorien Denis Peyrony, puis quelques années plus tard par son fils Elie, sur une dizaine de mètres, sans déboucher sur la grotte. D'autres spéléologues prospectent cette zone vestibulaire, mais l'éboulis obstruant l'entrée et l'absence de courant d'air les font renoncer dans leur entreprise.
La grotte est inventée au cours d'une prospection spéléologique le 16 septembre 2000 par les spéléologues Marc Delluc (°1957 - †3 décembre 2017) et Fabrice Massoulier. Après désobstruction du boyau d'entrée, Marc Delluc y retourne les samedis suivants, les 23 septembre et 30 septembre 2000, d'abord seul, puis aidé de deux collègues spéléologues (Fabrice Massoulier et Hervé Durif) le 7 octobre pour forcer un passage difficile menacé d'éboulis (phénomène de cryoclastie qui débite le calcaire en plaquettes).
Sur le plan réglementaire, la procédure de classement au titre des monuments historiques est très vite initiée, avec une instance de classement dès le 23 novembre 2000, une inscription à l'inventaire supplémentaire des monuments historiques le 23 décembre 2001 et enfin un arrêté de classement définitif parmi les monuments historiques le 3 juillet 2002. Traumatisés par les complications sur le plan juridique et l'imbroglio judiciaire qui a terni l'image de la grotte Chauvet et de Cosquer, les services de l'État (ministère de la Culture et de la Communication, SRA et CMRH Aquitaine, Centre national de la Préhistoire) mettent en œuvre une politique prudente et raisonnée d'acquisition à l'amiable des quatorze parcelles, de protection physique (double fermeture), juridique (classement au titre des monuments historiques, arrêté de zonage archéologique) et environnementale (protection pérenne du massif classé pour l'établissement d'un périmètre de protection au titre des sites à la suite d'un bilan climatique et d'une cartographie de l'aquifère karstique perché) et d'aménagement (stabilisation du conduit d'entrée, cheminement balisé, passerelles…) dans le cadre d'une gestion et valorisation du patrimoine archéologique,,. L'exploration et l'étude de la cavité débutent en 2009 dans le cadre d'un projet collectif de recherche pluridisciplinaire.
La grotte, sous protection scientifique, est en cours d'étude. La présence épisodique de gaz carbonique rend difficile son accès et le travail souterrain ; elle ne sera probablement jamais ouverte au public, ce qui explique que le préhistorien et archéologue Jacques Jaubert la considère comme une « anti-Lascaux » de par le professionnalisme de son inventeur, la présence de restes humains contemporains des gravures, et l'absence d'aménagement pour une exploitation touristique, ce qui favorise la préservation du site.
Deux reconstitutions du « panneau de la découverte » orné de nombreuses gravures et de la bauge où a été trouvé un squelette ont été réalisées par l'Atelier des fac-similés du Périgord et sont exposées au Buisson-de-Cadouin,.

## Description
Le site consiste en une longue galerie ornée au profil linéaire, avec une entrée médiane qui permet de distinguer deux branches : l'Aval de 600 m de longueur (appelé un temps Galerie des Châtaigniers) qui « regroupe l'essentiel des panneaux ornés et les trois locus à restes humains avec, comme point d’orgue, le Grand Panneau à 310 m de l’entrée actuelle (environ 130 entités graphiques) » et l'Amont (un temps Galerie de la Truffière) d'environ 1 km qui « présente des figures majeures ou originales (panneaux du Rhinocéros, de l’Oie, des Figures féminines, des Signes au sol, pointe en bois de cervidé, lampes…). »

## Art pariétal de Cussac
« L'art pariétal est presque exclusivement gravé : 93,4 % des entités graphiques (EG) décomptées en 2005, si l’on exclut les tracés digités et les raclages. Le premier inventaire (Aujoulat 2005) indique 135 EG se décomposant en 91 animaux (67 %), 15 % d’indéterminés (digités, entrelacs, serpentiformes, phylactère…), 9 % de signes (réticulé, signes en amande, tracés digités rouges, petites ponctuations noires, gravures au sol…) et une douzaine d’anthropomorphes (9 %). Parmi le bestiaire, le bison domine (31 %), suivi du mammouth (15 %), du cheval (12 %), de l’aurochs (7 %), de l’oie (4,4 %), du bouquetin (4 %), du rhinocéros (2 %), enfin des animaux représentés à l’unité (ours, félin). Il y a quelques animaux composites (2 %) et une proportion notable d’animaux indéterminés ou monstrueux (17 %). »

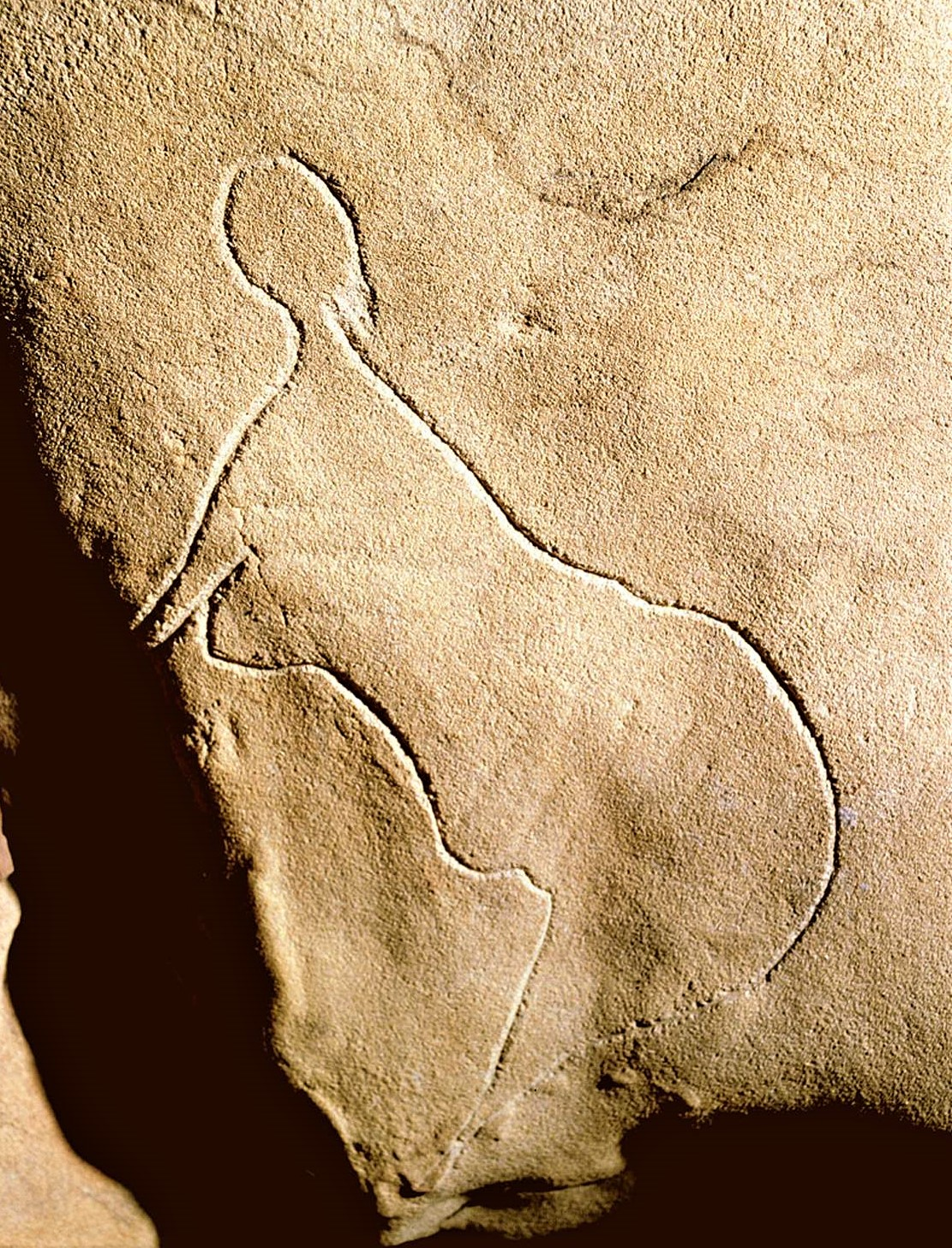
Femme gravée à Cussac

Les gravures, souvent de très grandes dimensions (la plus imposante, un des bisons du Grand Panneau, mesure 4 m de long), sont réalisées soit à l'aide d'outils lithiques, osseux, ou en bois dur sur les parois de calcaire (traits blancs sous-jacents au calcin de couleur ocre), soit simplement avec les doigts sur l'argile des sols. L'utilisation de pigments se limite à quelques rares ponctuations rouges, des tracés charbonneux sont interprétés comme des mouchages de torches enduites de résine enflammée. Par l'importance de son art pariétal gravettien, elle est parfois qualifiée par la presse de « Lascaux de la gravure » selon l'expression attribuée au préhistorien Norbert Aujoulat.
Les représentations non figuratives comprennent des entrelacs, tracés digitaux, éléments d'animaux incomplets ou indéterminés.
Les représentations figuratives comprennent des figurations animalières classiques de l'art du Paléolithique supérieur et des figures énigmatiques. Quatre silhouettes féminines de profil ont été signalées (anthropomorphes microcéphales). Les représentations sexuelles sont surtout des vulves (triangles pubiens souvent associés aux mammouths). Toutes ces œuvres sont très proches par leur thème et leur style de celles connues au Gravettien dans les grottes du Quercy, en particulier à Pech Merle. Leur âge est estimé à 25 000 ans.

## Restes humains
Avec la grotte du Visage en Charente, également considérée comme gravettienne, la grotte de Cussac constitue l'un des très rares témoignages d'association d'œuvres pariétales et de sépultures humaines pour le Paléolithique européen. Au moins cinq individus, quatre adultes et un adolescent, ont été déposés dans des cavités formées par des dépressions et des bauges à ours : qualifiés initialement de dépôts mortuaires, ils ont fait l'objet de recherches mettant en évidence un rituel funéraire structuré et une inhumation en deux temps.
Plusieurs ossements ont été prélevés afin d'être datés par la méthode du carbone 14 et l'un d'eux a donné un résultat proche de 25 000 ans avant notre ère. La contemporanéité des œuvres et des sépultures est donc probable, d'autant plus que l'entrée de la cavité aurait rapidement été obstruée après le passage des artistes préhistoriques.